# Emma Chacón i Lausaca
Emma Chacón i Lausaca (Barcelona, 24 de octubre de 1886 - Bilbao, 28 de octubre de 1972) fue una música, compositora y pianista española.

## Biografía
Emma Elisa Egilda Chacón i Lausaca nació en el Paseo de Gracia de Barcelona en una familia burguesa. Su padre Enrique Chacón Sánchez y su madre, Enriqueta Lausaca y Bordoy, eran de Barcelona.
Emma empezó a estudiar música en casa, porque pertenecía a una familia de la burguesía catalana, hasta que en 1901, con la aparición de la Academia de Granados, se consolidó la formación musical. Estudió piano, armonía, composición y contrapunto con Enrique Granados y José Ribera i Miró, y aunque comenzó su carrera musical como intérprete, acabó consolidándose como compositora.
En 1921 se casó con el pintor José Ribera i Font y se trasladó a vivir a Bilbao, donde pasó varios años de su vida. Desde 1915 fue miembro de la Sociedad Filarmónica de Bilbao.
De este matrimonio nacieron 9 hijos, de los que sólo vivieron tres: José Luis, Miguel Ángel y Mari Emma. Como consecuencia de ello, no aparece ninguna partitura impresa de Emma Chacón, ni ninguna inscripción en el Registro de la Propiedad Intelectual hasta el año 1942. Esto corrobora cómo una carrera musical prometedora se ve, sino truncada, sí mermada por la dedicación de la mujer al hogar y a la familia.
En 1942 fundó la Editorial Impulso, que publicó muchas obras suyas (primer cuaderno: Seis estudios para piano).
El 20 de abril de 1947, en la Sociedad Filarmónica de Bilbao,  la cantante Clara Bernal, el violinista Juan José Vitoria y la cantante Pepita López Español ofrecieron el primer concierto sobre la obra de Emma Chacón. Posteriormente sus creaciones fueron escuchadas en otros conciertos.
Actualmente sus partituras se conservan en el Fondo Emma Chacón, en el Archivo Histórico Foral de Bilbao de la Diputación Foral de Vizcaya y en el Archivo Vasco de la Música Eresbil.

## Obra
- Alba op. 15 poemas sinfónico, para la orquesta sinfónica.
- Albores op. 84, para la orquesta sinfónica.
- Ave María soprano y dos violines. Bilbao (1946).
- Balada del pirata op. 131 para bajo y orquesta sinfónica.
- Las Campanas, evocación para mezzosoprano, mezzosoprano y orquesta sinfónica.
- Capricho n. 1 op. 99 violines y al piano.
- Celajes, ráfagas op. 62, piano y orkestra sinfonikorako.
- Carreteos op.70 poner quinteto de cuerda y piano, 2 vl., vla., vcl., cb. i Piano.
- Fantasía en re menor op. 125, para la orquesta sinfónica.
- Improvisación op. 41 para violines, biolonchelo y piano.
- La jaula de oro. Divertimento 1900, opereta en tres actos.
- Marcha triunfal en re mayor. op. 6, para la orquesta sinfónica.
- Pasodoble. Banda.
- Seis estudios para piano, dedicado a Enrique Granados y a José Ribera.
- Sonata romántica, en do menor, op. 72, para violín, biolonchelo y piano.
- Tamtum ergo op. 10, quatre veus i piano.
- Visión de ensueño op. 130, mezzosoprano y orkestra.

## Reconocimientos
- En 2010 se organizó en el Teatro Campos Elíseos de Bilbao el concierto titulado "Las compositoras vascas". La iniciativa surgió de un estudio de la soprano vizcaína Maite Idirin, para que las compositoras vascas no se perdieran en el olvido y otorgarles un cierto reconocimiento a su labor. Homenaje a Emma Chacón, Julie Adrianne Karrikaburu, María Luisa Ozaita y Emiliana de Zubeldia..[7][8]
- En 2020 la Fundación Juan March programó un concierto en su sede de Madrid. "Voces inéditas: mujeres compositoras". Para reivindicar el trabajo de Emma Chacon, Julie Adrianne Karrikaburu, Emiliana de Zubeldia, Ana María Helena Bringuet-Idiartborde y María Luisa Ozaita, injustamente olvidadas.[9]
- Musikagileak 2020-2021: "Inéditas: La voz invisible de las compositoras". El grupo Inéditas, formado por la soprano Eugenia Boix y la violonchelista Inma García Salazar, rescatarán la música de cuatro autoras de los siglos XIX y XX: Emma Chacón, Emiliana de Zubeldia, Ana María Helena Bringuet-Idiartborde y Julie Adrianne Karrikaburu.[10]
- En 2022 el Teatro Arriaga de Bilbao ofrece un concierto para reivindicar la obra de Emma Chacón en el 50 aniversario de su muerte. "50 años sin Emma Chacón".[11]